# Ta-Dah
Ta-Dah är ett album av den amerikanska, pop, rockgruppen Scissor Sisters. Det släpptes 2006 och den första singeln från skivan var I Don't Feel Like Dancin', som hade Elton John som medkompositör. Elton John medverkade även på piano på inspelningen samt på Intermission, vilken även den samskrevs med honom.

## Låtlista
1. I Don't Feel Like Dancin' (Scott Hoffman/Jason Sellards/Elton John) – 4:48
2. She's My Man (Hoffman/Sellards) – 5:31
3. I Can't Decide (Hoffman/Sellards) – 2:46
4. Lights (Hoffman/Sellards/Carlos Alomar) – 3:35
5. Land of A Thousand Words (Hoffman/Sellards) – 3:50
6. Intermission (Hoffman/Sellards/John) – 2:37
7. Kiss You Off (Hoffman/Sellards/Ana Lynch) – 5:02
8. Ooh (Hoffman/Sellards/Gruen) – 3:29
9. Paul McCartney (Hoffman/Sellards/Gruen/Alomar) – 3:44
10. The Other Side (Hoffman/Sellards/Garden) – 4:22
11. Might Tell You Tonight (Hoffman/Sellards) – 3:20
12. Everybody Wants the Same Thing (Hoffman/Sellards/Seacor/Leschen/Lynch) – 4:22